# Bunomys
A Bunomys az emlősök (Mammalia) osztályának a rágcsálók (Rodentia) rendjébe, ezen belül az egérfélék (Muridae) családjába tartozó nem.

## Rendszerezés
A nembe az alábbi 7 faj tartozik:
- Bunomys andrewsi J. A. Allen, 1911
- Bunomys chrysocomus Hoffmann, 1887
- Bunomys coelestis Thomas, 1896 – típusfaj
- Bunomys fratrorum Thomas, 1896
- Bunomys heinrichi (Tate & Archbold, 1935) - korábban Bunomys andrewsi-nak tekintették
- Bunomys penitus Miller & Hollister, 1921
- Bunomys prolatus Musser, 1991